# Ancien doyenné (Wissembourg)

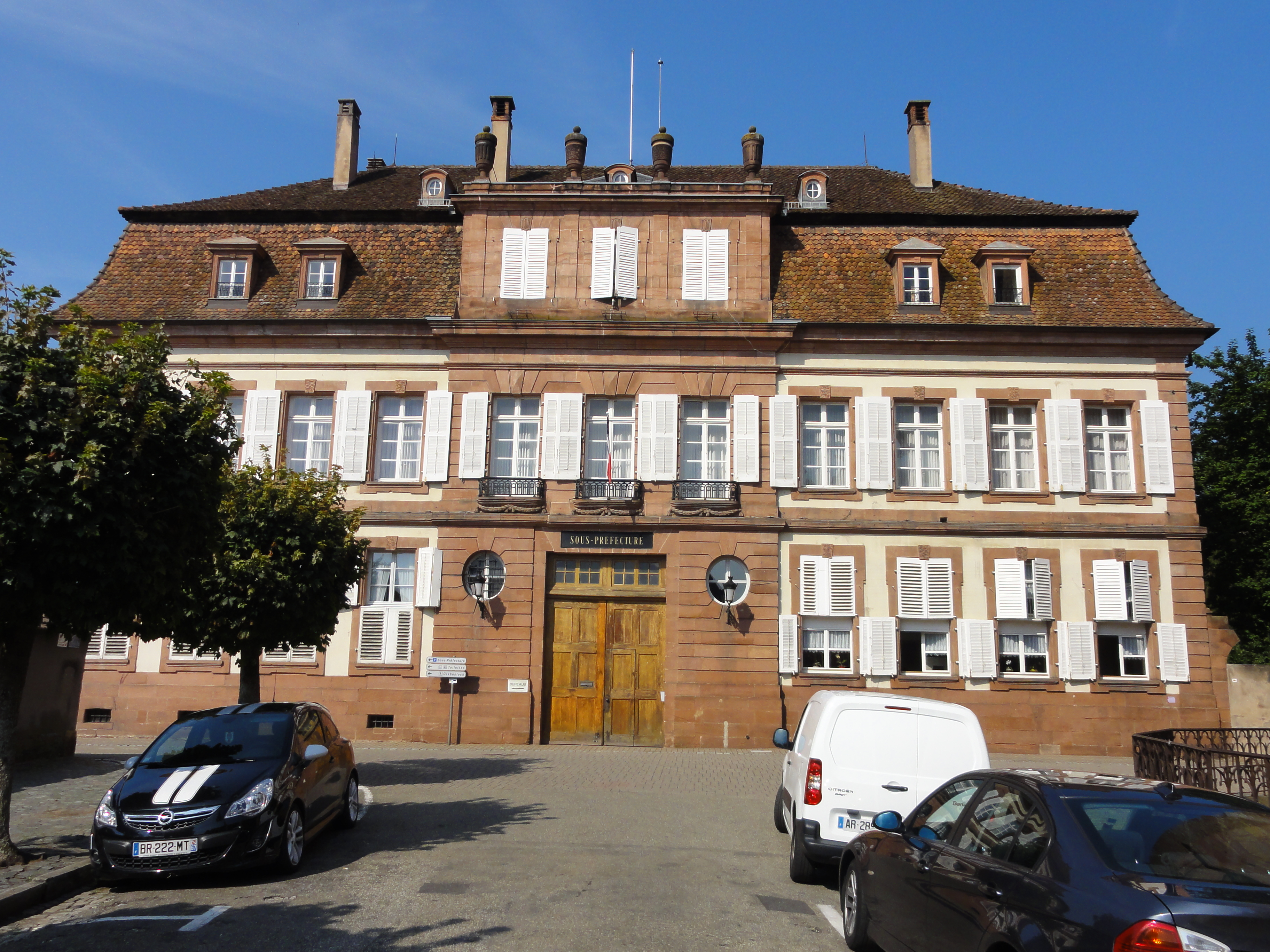
Unterpräfektur (Ancien doyenné), Straßenseite

Die Ancien doyenné (auch Sous-préfecture; deutsch ehemaliges Dekanat bzw. Unterpräfektur) ist ein Baudenkmal in Weißenburg im französischen Département Bas-Rhin, Grand Est. Das klassizistische Gebäude wurde 1784 für den Dekan des Stiftkapitels fertiggestellt und diente von 1825 bis 2014 als Sitz der Unterpräfektur des Arrondissements Wissembourg. Das Gebäude Nr. 10, rue du Chapitre wurde 1994 als Monument historique klassifiziert.

## Geschichte
Das als Sitz des Dekans geplante Gebäude wurde 1784 fertiggestellt. Die Pläne entwarf ein Pariser Architekt für Jean-Bernard van der Mast, der dem Kollegiatstift Weißenburg vorstand. Es liegt südwestlich der Abteikirche St. Peter und Paul. Nach der Französischen Revolution wurde es als Nationalgut durch Karl Wilhelm Lentz (Charles Guillaume Lentz) ersteigert. Er war Notar und Mitglied der Zentralverwaltung des Départements und verkaufte es als Gerichtsgebäude weiter. Das Bauwerk diente am Anfang des 19. Jahrhunderts als Tribunal erster Instanz. Von 1825 bis 2014 war es Sitz der Unterpräfektur des Arrondissements, unterbrochen durch die Zeit der deutschen Kreisdirektion von 1871 bis 1918. Die Unterpräfektur wurde 2015 mit der von Hagenau zum Arrondissement Haguenau-Wissembourg vereinigt.

## Beschreibung
Das klassizistische Gebäude hat zwei Stockwerke und zeigt elf Fensterachsen zur Straßenfront. Die Fassade ist mit Gesimsen und Ecklisenen gegliedert. Die Fenstergewänder sind geohrt. Die Fenster sind geteilt und haben zweiteilige Fensterläden. Der dreiachsige Mittelrisalit erstreckt sich bis in das Dachgeschoss und ist aufwändig mit Sandstein verkleidet. Das großzügige Portal wird von Ochsenaugen (Okuli) flankiert. Im Obergeschoss haben die drei Fenstertüren französische Balkone. Der Risalit hat eine waagrechten Abschluss, das Gesims wird von vier Ziervasen bekrönt. Das Mansarddach hat straßenseitig nur vier kleine Mansarden.
Unter Denkmalschutz gestellt wurden 1994 die Fassaden und das Dach des Hauptgebäudes, ohne den südlichen Anbau. Die Haupttreppe und der große Salon im ersten Stock. Ebenfalls unter Schutz stehen Fassaden und Dächer der beiden Nebengebäude auf der Gartenseite, der angrenzende Park mit der Zugangstreppe und die Einfriedung. Teil dieser ist das Tor des „Schartenportenturms“, das zu der Mauer der alten Abtei gehört. Ein Grabstein aus dem 18. Jahrhundert wurde wiederverwendet.